# Công trường xây dựng
Công trường xây dựng (tiếng Anh: construction site) là nơi diễn ra các hoạt động sản xuất xây dựng (tức là các công việc xây lắp) cuối cùng để tạo ra một công trình xây dựng tại chính vị trí công trình đó sau này tồn tại. Công trường xây dựng có thể coi là một công xưởng (hay nhà máy) chỉ sản xuất ra một sản phẩm duy nhất là một công trình xây dựng cụ thể, ngay tại vùng đất xung quanh vị trí công trình đó sau này tồn tại. Khác với nhà xưởng sản xuất công nghiệp là không gian sản xuất cố định trong nhà (nhà máy) sản xuất ra sản phẩm hàng loạt, công trường xây dựng là khoảng không gian sản xuất gắn liền với khu vực đất đai của từng dự án xây dựng cụ thể, sản xuất ra sản phẩm đơn chiếc là công trình xây dựng cụ thể. Các hoạt động sản xuất xây dựng trên công trường thường bị ảnh hưởng nhiều bởi yếu tố thời tiết. Các hoạt động xây lắp trên công trường thường được gọi là thi công xây dựng (thực thi công việc trên công trường).
Trong xây dựng cơ bản, có hai loại công xưởng sản xuất, một loại là các nhà máy sản xuất vật liệu xây dựng hay cấu kiện xây dựng, còn loại kia là các công trường xây dựng. Các nhà máy sản xuất vật liệu xây dựng hay sản xuất cấu kiện xây dựng thường là những công xưởng sản xuất ra các sản phẩm dạng bán thành phẩm làm đầu vào của các công trường xây dựng. Do công trình xây dựng luôn nằm trên đất, và luôn gắn với một vùng đất cụ thể nên để tạo ra công trình xây dựng bắt buộc phải có các khâu sản xuất cuối cùng hoặc tất cả các khâu sản xuất ra công trình xây dựng phải được thực hiện tại công trường xây dựng, khoảng không gian trên khu vực đất đai mà sau này công trình xây dựng nằm trên đó.
Trên công trường xây dựng thường bao gồm không gian cho công trình chính, các công trình phụ trợ sản xuất, nhà tạm, hàng rào an ninh giới hạn phạm vi công trường, nhà điều hành sản xuất, hệ thống hạ tầng kỹ thuật và hạ tầng giao thông nội bộ kết nối với khu vực bên ngoài, và có thể có cả các nhà máy sản xuất vật liệu hay sản xuất cấu kiện phục vụ công trường.
Khi công nghiệp hóa xây dựng đến mức tối đa, thì mọi vật liệu xây dựng và cấu kiện xây dựng tạo nên công trình xây dựng được sản xuất trước trong các nhà máy (làm rút ngắn thời gian thi công, giảm sự tác động bất lợi của yếu tố thời tiết), lúc đó các hoạt động xây dựng tại hiện trường công trường xây dựng chỉ còn là các công việc lắp ghép các cấu kiện chế tạo trước (cấu kiện bê tông và bê tông cốt thép đúc sẵn, cấu kiện kết cấu thép,...). Công nghệ các quá trình xây dựng tại công trường lúc đó trở thành công nghệ thi công lắp ghép.